# グレン・ミラー物語
『グレン・ミラー物語』（グレン・ミラーものがたり、原題：The Glenn Miller Story）は、1954年に製作・公開されたアメリカ映画である。（撮影は1953年）

## 概要
ビッグバンドのバンドリーダーとして活躍したグレン・ミラーの伝記映画。アンソニー・マン監督、ジェームズ・ステュアートとジューン・アリソン主演。
日本では本映画の影響で、当時日本における洋盤は2万枚を越えるとヒットとされる中、日本ビクターが廃盤を予定していたグレン・ミラーの「セントルイス・ブルース・マーチ」「真珠の首飾り」などが7万枚のヒットになる珍事が起こった。

## キャスト
| 役名                     | 俳優                     | 日本語吹き替え | 日本語吹き替え | 日本語吹き替え |
| 役名                     | 俳優                     | テレビ朝日版   | フジテレビ版   | テレビ東京版   |
| ------------------------ | ------------------------ | -------------- | -------------- | -------------- |
| グレン・ミラー           | ジェームズ・ステュアート | 浦野光         | 柳生博         | 田中秀幸       |
| ヘレン・バーガー         | ジューン・アリソン       | 山東昭子       | 藤田淑子       | 土井美加       |
| チャミー・マグレガー     | ハリー・モーガン         | 家弓家正       | 矢田耕司       | 中尾隆聖       |
| ドン・ヘインズ           | チャールズ・ドレイク     | 小林修         | 中田浩二       | 西村知道       |
| サイ・シュリブマン       | ジョージ・トビアス       |                |                | 佐々木梅治     |
| ヘンリー・アーノルド将軍 | バートン・マクレーン     |                |                | 糸博           |
| ルイ・アームストロング   | ルイ・アームストロング   |                |                | 宝亀克寿       |
| ベン・ポラック           | ベン・ポラック           |                |                | チョー         |

- テレビ朝日版 - 初放送1968年12月22日『日曜洋画劇場』
- フジテレビ版 - 初放送1974年3月8日『ゴールデン洋画劇場』[3]
- テレビ東京版 - 初放送2000年9月15日『20世紀名作シネマ』※DVD収録

## スタッフ
- 監督：アンソニー・マン
- 製作：アーロン・ローゼンバーグ
- 脚本：ヴァレンタイン・デイヴィス、オスカー・ブロドニー
- 音楽監督：ジョセフ・ガーシェンソン
- 撮影：ウィリアム・H・ダニエルズ
- 編集：ラッセル・F・シェーンガース
- 美術：アレクサンダー・ゴリツェン、バーナード・ハーツブラン
- 装置：ラッセル・A・ガウスマン、ジュリア・ヘロン
- 衣裳：ジェイ・A・モーリー・ジュニア

## 挿入曲
- ムーンライト・セレナーデ
- タキシード・ジャンクション（英語版）
- 茶色の小瓶
- セントルイス・ブルース
- イン・ザ・ムード
- 真珠の首飾り（英語版）
- ペンシルベニア 6-5000（英語版）
- アメリカン・パトロール
- ベイズン・ストリート・ブルース
- 黒い瞳（Otchi-Tchor-Ni-Ya）

- グレン・ミラー物語 オリジナル・サウンドトラック CD 2005年10/5 （UICY-9882 /Geffen）

ほか （レーベル各社）LPレコード、カセットテープなど多数

## 映画賞受賞・ノミネーション
- 受賞
  - アカデミー録音賞：レスリー・I・ケアリー
- ノミネーション
  - アカデミー脚本賞：ヴァレンタイン・デイヴィス、オスカー・ブロドニー
  - アカデミー作曲賞（ミュージカル映画音楽賞）：ジョセフ・ガーシェンソン、ヘンリー・マンシーニ
  - 英国アカデミー賞海外男優賞：ジェームズ・ステュアート